# Suttungr (satelit)
Suttungr /su'tungr/, sau Saturn XXIII, este un satelit natural al lui Saturn. A fost descoperit de Brett J. Gladman⁠(d), et al. în 2000, și a primit denumirea temporară S/2000 S 12. A fost numit după Suttungr⁠(d) în mitologia nordică, un Jötunn sau uriaș care a deținut cândva hidromelul poeziei.
Suttungr are aproximativ 7 kilometri în diametru și îl orbitează pe Saturn la o distanță medie de 19.667 Mm în 1029,703 zile. S-ar putea să se fi format din resturi aruncate de pe Phoebe. Orbita suttungă este retrogradă, la o înclinație de 174° față de ecliptică (151° față de ecuatorul lui Saturn) și cu o excentricitate de 0,131. Perioada sa de rotație este de 7.67±0.02 ore. 
Numele său a fost anunțat în forma sa oblică Suttung în Circularul IAU 8177. Cu toate acestea, Working Group on Planetary System Nomenclature al IAU a decis ulterior să adauge sufixul nominativ -r la forma de bază Suttung.